# Teresa Laos
Teresa Nancy Victoria Laos Cáceres (n. 3 de octubre de 1950 - ) es una abogada peruana especializada en relaciones laborales. Fue Ministra de Trabajo y Promoción del Empleo del Perú, de 2012 a 2014.

## Biografía
Es abogada egresada de la Pontificia Universidad Católica del Perú y titulada en la Universidad Nacional Federico Villarreal. Asimismo, siguió estudios en el Programa de Alta Dirección (PAD) de la Universidad de Piura y es egresada del Centro de Altos Estudios Nacionales (CAEN). Cuenta además con un posgrado en negociación básica y avanzada en la Universidad de Harvard y Management Law Services en la Universidad de Yale.
Se ha desempeñado como magistrado del Poder Judicial en la especialidad de Derecho Laboral, así como miembro de diferentes Comisiones Consultivas de Derecho Laboral y Previsional del Colegio de Abogados de Lima.
Ha sido también profesora de Derecho Laboral en el curso de posgrado en Administración y Recursos Humanos de la Pontificia Universidad Católica del Perú y de la Universidad San Ignacio de Loyola.

### Ministra de Trabajo
El 9 de diciembre de 2012, fue nombrada Ministra de Trabajo y Promoción del Empleo, tras la renuncia del titular de dicha cartera, José Villena Petrosino. La ceremonia de juramentación se realizó en el Salón Dorado de Palacio de Gobierno.